# Sezemice (Pardubice)
Sezemice è una città della Repubblica Ceca facente parte del distretto di Pardubice, nella regione omonima.